# 王述

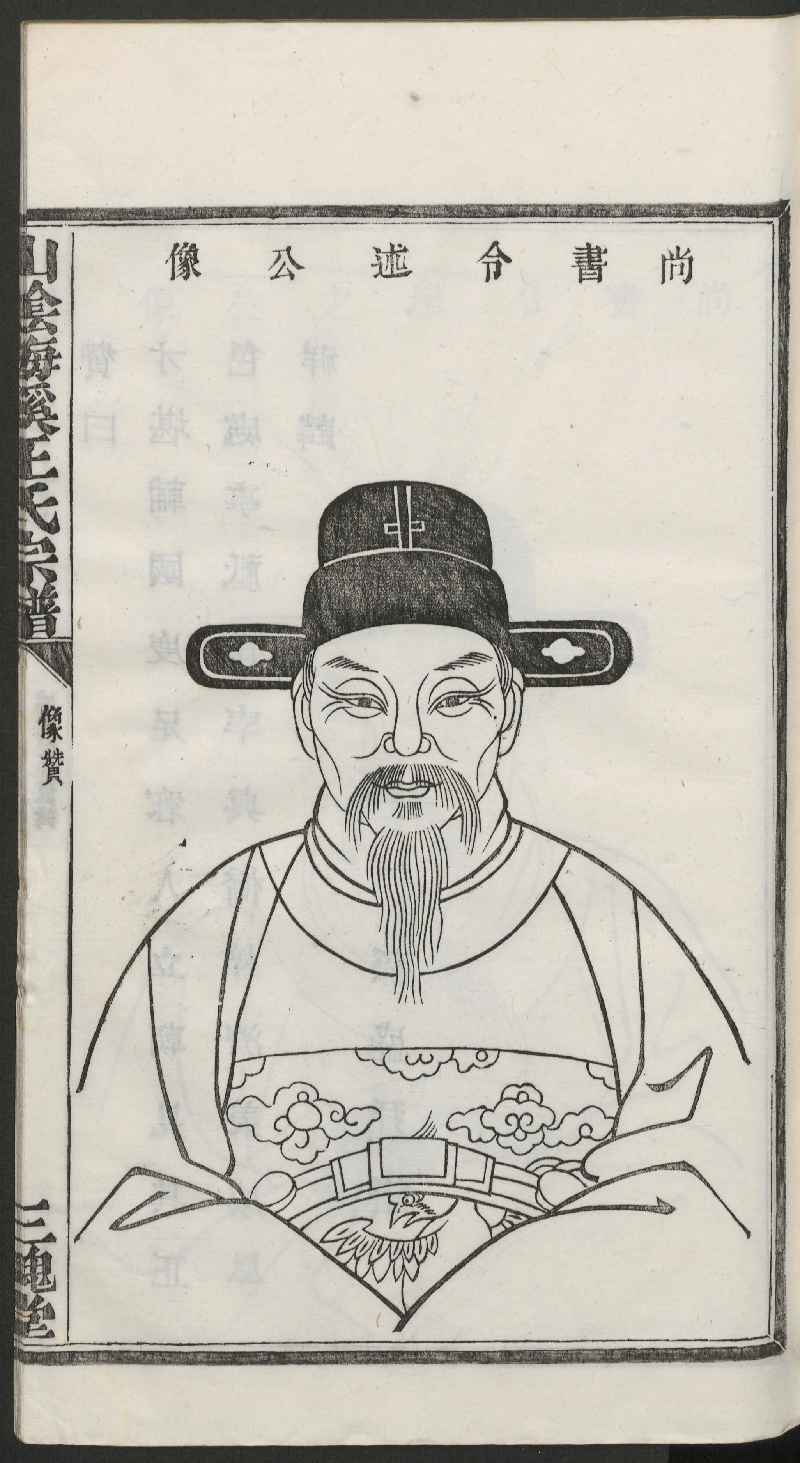
王述

王述（おう じゅつ、太安2年（303年）- 太和3年8月18日（368年9月16日））は、東晋の官僚・政治家。字は懐祖。本貫は太原郡晋陽県。魏晋南北朝時代の名門貴族の一つ太原王氏の出身である。曾祖父は魏の王昶。祖父は王湛（西晋の武将王渾の弟）。

## 生涯
西晋・東晋の名門貴族の王承の子として生まれたが、幼い頃に父を失い、藍田県侯の爵位を継ぐ。王述は母に孝養を尽くし、清貧に安んじて栄達を求めなかったので、30歳になっても人に知られず、「痴」と評されることもあった。東晋の元勲王導の属僚となり、ある時王導が発言するたびに周囲の者が褒めそやす中で、王述だけは追従せずに「堯舜でもないのに、何でも全て良いわけがあろうか」と批判し、かえって王導に賞賛された。
琅邪王司馬岳（後の康帝）の功曹となり、地方に出て宛陵県の令となる。征虜将軍庾冰の長史（幕僚長）となり、さらに臨海郡太守、建威将軍・会稽内史を歴任し、母の死により職を去る。喪が明けた後の永和10年（354年）2月、殷浩が北伐に失敗して失脚すると、その後任として揚州刺史・征虜将軍となる。
興寧2年（364年）5月、散騎常侍・尚書令に転任した。
太和2年（367年）、老齢を理由に致仕を願い出たが許されなかった。
太和3年8月壬寅（368年9月16日）、死去した。享年は66。

## 人物
王述は若い頃は貧しく、宛陵令の在任時には多くの贈り物を受け取り、家財を蓄えた。そのことで王導から非難されると、「十分な財産が貯まればもうしません」と答え、その言葉通り以後は私腹を肥やさず、清潔絶倫と評された。官職を授かる時、普通は一旦辞退するのがしきたりだったが、王述はそのような「礼譲」を一切行わず、辞令が出るとすぐ拝命した。一方で拝命を辞退すると決めていたときは何があっても固辞し続けたという。
王述は短気でかつ大変な癇癪持ちで、母の服喪中に王羲之が行った無礼な振る舞いを許さず、彼と不仲になっている。揚州刺史に就任すると、行政管轄下の会稽内史の職にあった王羲之にさまざまな圧力をかけ、これが原因で王羲之は職を辞し隠棲している。また、息子の王坦之が桓温の長史だった時、桓温が王坦之の娘を自分の息子の嫁にほしいと申し入れたことがあった。王述はいつもは王坦之を膝の上に抱きかかえるほど溺愛していたのだが、王坦之が桓温の申し入れを報告すると、激怒した王述は息子を膝から払いのけ、「桓温なんぞを怖がって（孫）娘を軍人にやれるか!」とわめき散らした。王坦之が口実を設けて桓温に断りの口上を伝えたところ、桓温は「御尊父が許されなかったのでしょう」と内情を見抜き、縁談は沙汰止みとなったという。

## 子女
- 王坦之（字は文度、後嗣）
- 王処之
- 王禕之（字は文卲、尋陽公主を妻に迎え、中書侍郎となった）
- 王氏（謝万の妻）

## 伝記資料
- 『晋書』巻75 列伝第45